# Edmond Dame
Edmond Dame (Francia, 4 de noviembre de 1893-París, 31 de agosto de 1956) fue un deportista francés especialista en lucha libre olímpica donde llegó a ser medallista de bronce olímpico en Ámsterdam 1928.

## Carrera deportiva
En los Juegos Olímpicos de 1928 celebrados en Ámsterdam ganó la medalla de bronce en lucha libre olímpica estilo peso pesado, siendo superado por el sueco Johan Richthoff (oro) y por el finlandés Aukusti Sihvola (plata).